# Diszbiózis
A diszbiózis (dysbiosis) vagy  diszbakteriózis az emberrel szimbiózisban élő baktériumok  abnormális állapota a bélben, hüvelyben, vagy a bőrön. A  diszbiózis oka általában a patogén baktériumok, gombák, vagy paraziták túlzott elszaporodása.
A nemspecifikus védekező rendszer és az általános egészségi állapot szoros kapcsolatban van a mikroflóra aktivitásával. Az ún. normális mikroflóra tagjai általában a felső légutakban, a belekben és a bőrön élnek és megvédik a  szervezetet a patogén és a feltételes patogén mikroorganizmusok behatolásától, ezen kívül még más funkciókat is betöltenek.

## A diszbiózis, mint a bélflóra egyensúlyának zavara
Diszbiózis oka a jótékony baktériumok alacsony mennyisége, valamint a káros baktériumok, gombák vagy paraziták elszaporodása.

## Tünetei
Leggyakoribb tünetei: 
- Fokozott bélgáz képződés vagy puffadás, amely a hét legtöbb napján fennáll
- Görcsös, sürgős székelési inger vagy nyálka megjelenése a székletben legalább hetente egyszer
- Tompaság, szorongás vagy depresszió Élelmiszer-érzékenység
- A mikrotápanyagok hiánya
- Krónikus rossz lehelet
- Laza széklet, hasmenés, székrekedés vagy a kettő kombinációja

## Kezelése
A kezelés alapvetően az állapot súlyosságától és a beteg változtatásra való elkötelezettségétől függően változhat. Az első és legfontosabb lépés az orvosi kivizsgálás a gyanúra okot adó tünetek észlelésekor. A bél egészségének helyreállításához, illetve egészségének megőrzéséhez hozzájárulhat a megfelelő életmód, a probiotikumokban gazdag élelmiszerek (fermentált zöldségek mint savanyú káposzta, élőflórás joghurtok, kefirek.